# Stazione di Ligornetto-Genestrerio
La stazione di Ligornetto-Genestrerio era una fermata ferroviaria ubicata nel comune svizzero di Mendrisio, a servizio dei quartieri di Ligornetto e di Genestrerio (amministrativamente autonomi fino agli anni 2010).
Originariamente percorsa dalla ferrovia di Valmorea, ne ha seguito la sorte, rimanendo senza traffico a partire dal 1928.
Dal 2014 quello che ne fu il sedime è parte del tracciato della ferrovia Mendrisio-Varese.

## Storia
Costruita dalla Società Anonima per la Ferrovia Mendrisio-Stabio-Confine (abbreviato FMS), concessionaria del tronco svizzero della ferrovia di Valmorea, la fermata di Ligornetto-Genestrerio venne aperta all'esercizio il 27 giugno 1926.
A causa delle difficoltà finanziarie nelle quali si ritrovò presto la FMS (penalizzata dallo scarso volume di traffico transitante sulla linea), allorché il 30 aprile 1928 il servizio sulla linea di Valmorea venne sospeso a tempo indefinito, la stazione cadde in disuso.
Nel secondo dopoguerra gli impianti della FMS tra Mendrisio e Stabio vennero riattivati e trasformati in raccordo industriale (per soli treni merci), sotto la gestione dell'impresa Raccordo SA di Chiasso. Nel 1980 la linea venne ceduta alle Ferrovie federali svizzere (FFS), che di lì a poco provvidero a demolire le infrastrutture della fermata.
Nonostante la riapertura del tronco Mendrisio-Stabio, il giorno 26 novembre 2014, nel quadro della costruzione della ferrovia Mendrisio-Varese (ultimata nel 2017) la fermata di Ligornetto-Genestrerio non è stata ricostruita, né riattivata.

## Strutture e impianti
La stazione era dotata di un piccolo fabbricato viaggiatori ad un solo piano: il sedime ferroviario constava del solo binario di circolazione.